# أعمال الشغب في المنامة 1947

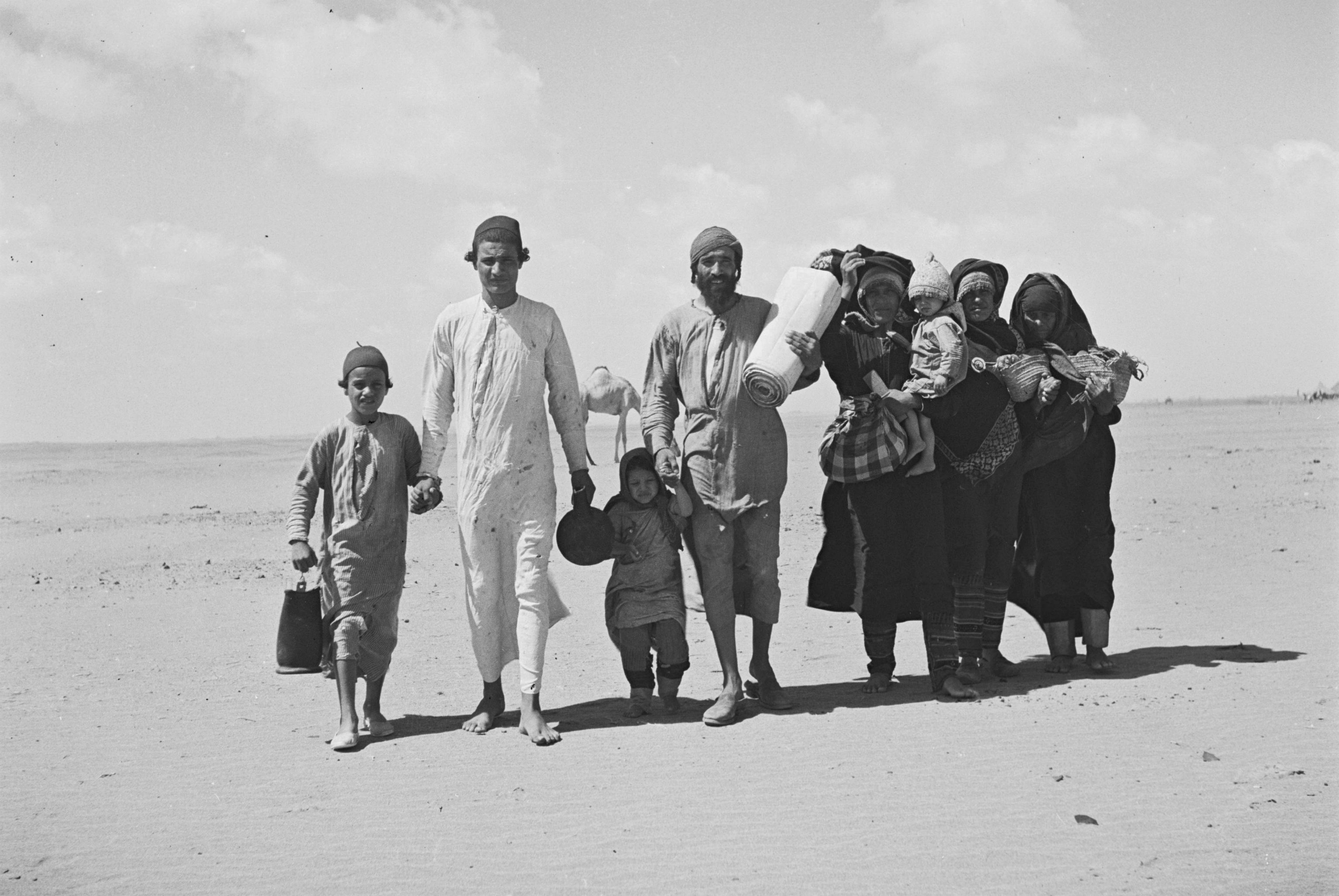

في أعقاب حرب التطهير العرقي لفلسطين 48–1947 قامت أعمال شغب ضد الجالية اليهودية في المنامة عاصمة البحرين التي كانت تحت الحماية البريطانية في 5 ديسمبر 1947. قام غوغاء من البحارة الإيرانيين وإمارات الساحل المتصالح في سوق المنامة بنهب منازل ومتاجر اليهود وتدمير الكنيس مما أدى إلى وفاة امرأة يهودية التي إما قتلت أو ماتت من الخوف.

## الخلفية
الجالية اليهودية الصغيرة في البحرين معظمهم من نسل اليهود المهاجرين الذين دخلوا البلاد في وقت مبكر من عقد 1900 من العراق حيث بلغ عددهم 600 شخص في عام 1948.

## أعمال الشغب
في أعقاب قرار الأمم المتحدة بالتصويت على قرار تقسيم فلسطين في 29 نوفمبر 1947 مما أدى إلى قيام مظاهرات ضد التصويت في العالم العربي من 2 إلى 5 ديسمبر. في أول يومين من المظاهرات في البحرين شهد رمي الصخور على اليهود ولكن في 5 ديسمبر نهب الغوغاء في العاصمة المنامة المنازل والمحلات التجارية اليهودية في الحي اليهودي في المدينة (شارع المتنبي). أدت أعمال الشغب إلى تدمير المعبد اليهودي الوحيد في البحرين وإلى وفاة امرأة مسنة وعشرات من اليهود الجرحى. ألقى اليهود المحليين باللوم على أعمال الشغب على العرب الأجانب.

## هجرة اليهود من البحرين
بعد أعمال الشغب غادر اليهود البحرينيون بشكل جماعي حيث أن بعضهم هاجر إلى إسرائيل والبعض الآخر إلى إنجلترا أو أمريكا. سمح لهم بالمغادرة مع ممتلكاتهم على الرغم من أنهم أجبروا على التخلي عن جنسيتهم. بقي نحو 500 إلى 600 يهودي في البحرين حتى اندلعت أعمال شغب بعد حرب الأيام الستة في عام 1967. اعتبارا من عام 2006 لم يبق سوى 36 يهودي.

## وجهات النظر المعترضة على مسؤولية الدولة البحرينية
قالت هدى نونو لصحيفة ذي إندبندنت: «أنا لا أعتقد أن البحرينيين كانوا مسؤولين عن ما حدث. لقد كانوا ناس من خارج البلاد. الكثير من البحرينيين كانوا يستضيفون اليهود في منازلهم». يؤيد هذا الرأي السير تشارلز بلغريف المستشار السياسي السابق لحكومة البحرين التي كانت تخضع للحماية البريطانية الذي أشار في مذكراته: «إن العرب البارزون صدموا للغاية... معظمهم عندما يكون ذلك ممكنا وفروا المأوى والحماية لجيرانهم اليهود... تفاجأ المشاغبون من هذا التصرف مما أدى إلى وضع حد للعدوان على اليهود البحرينيين من قبل العرب البحرينيين».